# Hemiphractus panamensis
Hemiphractus panamensis is een kikker uit de familie Hemiphractidae. Deze soort komt voor in Panama.

## Wetenschappelijke beschrijving
Hemiphractus panamensis werd in 1917 beschreven door Stejneger. In 1947 duidde Trueb het als synoniem van Hemiphractus fasciatus. Moleculair onderzoek en onderscheidende kenmerken van met name de schedel leidden er in 2018 toe dat de Panamese populaties werden afgesplitst van Hemiphractus fasciatus en als drie aparte soorten werden beschouwd. Hemiphractus panamensis werd als valide soort beschouwd en H. elioti en H. kaylockae werden als nieuwe soorten beschreven. De drie soorten leven in gescheiden gebieden in het hoogland.

## Verspreiding
Het verspreidingsgebied van Hemiphractus panamensis ligt de centrale delen van Panama in de Chagres-hooglanden in de provincie Colón en de Cordillera de San Blas in Kuna Yala. De soort leeft in regenwouden op ongeveer 750 meter boven zeeniveau.

## Kenmerken
Hemiphractus panamensis heeft als voornaamste kenmerk een driehoekig gevormde "helm" op de kop. De rug is beige van kleur met donkere markeringen. Mannetjes worden ongeveer 40  millimeter groot en vrouwelijke kikkers worden 54 tot 59 millimeter groot.

## Leefwijze
Hemiphractus panamensis is nachtactief. De kikker leeft op de bosbodem en in vegetatie tot op maximaal een meter van de grond. Het vrouwtje draagt de eieren en pas uitgekomen op de rug op haar rug. Een buidel zoals bij verwanten ontbreekt. Hemiphractus panamensis voedt zich met onder meer andere kikkers zoals Colostethus-soorten, hagedissen zoals Ptychoglossus-soorten en slakken. Indien het dier wordt aangevallen, bijt het ter verdediging.